# Hydrangea gracilis
Hydrangea gracilis là một loài thực vật có hoa trong họ Tú cầu. Loài này được W.T. Wang & M.X. Nie mô tả khoa học đầu tiên năm 1981.